# Schönau an der Triesting
Schönau an der Triesting – gmina w Austrii, w kraju związkowym Dolna Austria, w powiecie Baden. Liczy 2 110 mieszkańców (1 stycznia 2014).

## Współpraca
Miejscowość partnerska:
- Fluorn-Winzeln, Niemcy